# Бахлул Хан Лоді
Бахлул Хан Лоді (*д/н —1489) — перший володар Делійського султаната з династії Лоді, правив у 1451–1489 роках.

## Життєпис

### Боротьба за владу
Походив з впливового афганського клану Лоді. Син Малік Кала, намісника Сірхінда та Лахора в Пенджабі. Військову кар'єру розпочав при султанах династії Сайїд. після смерті батька успадкував посаду намісника Сірхінда та Лахора. У 1430-х роках брав участь у придушені повстання у Малві. За це отримав посаду хан-і-ханана, в його руках зосередилася більша частина Пенджаба.
Після цього Бахлул Хан поставив собі за мету заволодіти султанським троном. Втім спроби у 1443 та 1447 роках захопити Делі виявилися невдалими. Тоді у 1451 році при відтримці вазиря Хамід-хана змусили султана Ала-уд-діна Алам-шаха зректися трону.

### Султан
Першим кроком щодо зміцнення власної влади Бахлул-хан відсторонив від посади вазиря Хамід-хана. Вслід за цим рушив на Мултан, намагаючись повернути його до делійського султанату. В цей час Делі було атаковано Махмуд-шахом, правителем Джаунпуру. Останній отримав допомогу від афганської знаті, яка не бажала зміцнення центральної влади. В цій ситуації Бахлул повернувся до Делі, змусивши відступити ворога.
Вслід за цим султана провів декілька походів проти бунтівних феодалів дворіччя Ганга-Джамни, Мевата. Після цього розпочав війну проти джаунпурського султана Хусейн-шаха, яка завершилася цілковитою перемогою Лоді й захопленням цієї держави. після цього було підкорено Калпі, Дхолпур, Гваліор. Перед смертю Бахлул хан оголосив спадкоємцем свого третього сина Нізама.